# Списък на фигурите в Анатомията на Грей: XII. Повърхностна анатомия
Фигурите по-долу се срещат в глава XII-та: Повърхностна анатомия от Анатомията на Грей (версия от 1918 г.)

## Повърхностна анатомия наглаватаишията(Тема 279)
- Фигура 1193
- Фигура 1194
- Фигура 1195

## Surface markingsнаглаватаишията(Тема 280)
- Фигура 1196
- Фигура 1197
- Фигура 1198
- Фигура 1199
- Фигура 1200
- Фигура 1201
- Фигура 1202
- Фигура 1203
- Фигура 1204
- Фигура 1205
- Фигура 1206
- Фигура 1207
- Фигура 1208
- Фигура 1209
- Фигура 1210

## Повърхностна анатомиянагърба(Тема 281)
- Фигура 1211

## Surface markingsнагърба(Тема 282)
- Фигура 1212
- Фигура 1213
- Фигура 1214

## Повърхностна анатомиянагръдния кош(Тема 283)
- Фигура 1215

## Surface markingsнагръдния кош(Тема 284)
- Фигура 1216
- Фигура 1217
- Фигура 1218

## Повърхностна анатомиянакорема(Тема 285)
- Фигура 1219

## Surface markingsнакорема(Тема 286)
- Фигура 1220
- Фигура 1221
- Фигура 1222
- Фигура 1223
- Фигура 1224
- Фигура 1225
- Фигура 1226
- Фигура 1227

## Повърхностна анатомиянаперинеума(Тема 288)
- Фигура 1228
- Фигура 1229
- Фигура 1230

## Повърхностна анатомиянагорния крайник(Тема 289)
- Фигура 1231
- Фигура 1232

## Surface markingsнагорния крайник(Тема 290)
- Фигура 1233
- Фигура 1234
- Фигура 1235
- Фигура 1236
- Фигура 1237

## Повърхностна анатомиянадолния крайник(Тема 291)
- Фигура 1238
- Фигура 1239
- Фигура 1240
- Фигура 1241
- Фигура 1242

## Surface markingsнадолния крайник(Тема 292)
- Фигура 1243
- Фигура 1244
- Фигура 1245
- Фигура 1246
- Фигура 1247